# ۱۳۹۴ (خورشیدی)
سال ۱۳۹۴ خورشیدی، هزار و سیصد و نود و چهارمین سالِ گاه‌شماری هجری خورشیدی است.
سرآغاز آن ساعت ۰۲:۱۵:۱۰ روز شنبه ۱ فروردین ۱۳۹۴ خورشیدی به وقت ایران برابر با ۲۱ مارس ۲۰۱۵ میلادی (مطابق با ۳۰ جمادی‌الاول ۱۴۳۶ قمری قراردای) بود. این سال عادی و روز شنبه ۲۹ اسفند پایان آن بود.

## نام‌گذاری‌ها
- این سال در گاه‌شماری حیوانی سال گوسفند است.
- این سال در ایران توسط علی خامنه ای «دولت و ملت؛ همدلی و هم‌زبانی» نام‌گذاری شد.

## رویدادها

### فروردین
- ۱۳ فروردین - جمهوری اسلامی ایران و گروه ۱+۵ برای رسیدن به برنامه جامع اقدام مشترک پیرامون برنامه هسته‌ای ایران در لوزان سوئیس طی بیانیه‌ای به یک تفاهم تاریخی رسیدند.
- ۲۴ فروردین - پس از آن‌که دستور حسن روحانی برای بررسی مسئلهٔ تجاوز جنسی دو مأمور عربستانی در فرودگاه جده به دو نوجوان ایرانی، به علی جنتی، وزیر ارشاد ایران اعلام کرد تا زمانی که این افراد مجرم (متجاوزان به دو نوجوان ایرانی در فرودگاه جده) محاکمه بشوند و مورد مجازات قرار بگیرند، فعلاً عمره متوقف می‌شود و پروازهای ایران تعلیق خواهد شد.[۳]
- ۲۴ فروردین - تیم ملی کشتی ایران با برتری برابر آمریکا در فینال، قهرمان جام جهانی کشتی آزاد شد.
- ۱۵ فروردین - ماه‌گرفتگی کلی ۱۵ فروردین (غیرقابل رویت در ایران)

### اردیبهشت
- ۲۵ اردیبهشت - باشگاه فوتبال سپاهان اصفهان قهرمان چهاردهمین دوره مسابقات لیگ برتر ایران شد.

### تیر
- ۲۳ تیر - جمهوری اسلامی ایران و گروه ۱+۵ به برنامه جامع اقدام مشترک پیرامون برنامه هسته‌ای ایران در وین اتریش دست یافتند.

### شهریور
- ۲۰ شهریور - سقوط جرثقیل در صحن مسجدالحرام، در آستانهٔ مناسک حج تمتع، منجر به مجروح و کشته شدن تعداد زیادی از حجاج و کشته شدن یازده ایرانی شد.[۴]
- ۲۲ شهریور - خورشیدگرفتگی جزئی ۲۲ شهریور (غیرقابل رویت در ایران و خاورمیانه)

### مهر
- ۱ مهر - افتتاح شبکه نهال سیما
- ۲ مهر - بیش از ۴۶۰ ایرانی جان خود را در حادثه ازدحام حجاج در منا به دلیل خفگی و تنگی نفس بر اثر فشار زیاد و ازدحام جمعیت در طی حج و مراسم رمی جمرات در شهر مکه، عربستان سعودی از دست دادند.[۵] در این حادثه ۴۶۴ ایرانی جان خود را از دست دادند.[۶]
- ۶ مهر - ماه‌گرفتگی کلی ۶ مهر (قابل رویت در ایران و بیشتر نقاط دنیا)
- ۲۱ مهر - طرح اقدام متناسب و متقابل دولت در اجرای برجام، در مجلس شورای اسلامی ایران به تصویب رسید.

### آبان
۲۰. تظاهرات بزرگ هزاره‌ها موسوم به «جنبش تبسم» در کابل علیه حکومت افغانستان به ریاست اشرف‌غنی در اعتراض علیه تبعیض و کوتاهی در امنیت مردم هزاره برگزار شد..این اعتراضات پس از سربریده شدن یک خانواده هزاره در زابل از سوی داعش صورت گرفت.

### دی
- ۱۲ دی - به‌دنبال اعدام نمر باقر النمر، مرجع شیعهٔ اهل عربستان توسط دولت آل سعود، حمله به سفارت و کنسولگری عربستان سعودی در ایران در تهران و مشهد اتفاق افتاد.[۷]

### اسفند
- ۷ اسفند - دهمین دورهٔ انتخابات مجلس شورای اسلامی و پنجمین دورهٔ انتخابات مجلس خبرگان رهبری برگزار شد.
- ۱۹ اسفند - خورشیدگرفتگی کلی ۱۹ اسفند (غیرقابل رویت در ایران و خاورمیانه)

## درگذشتگان

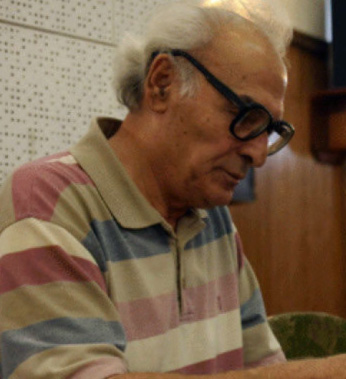
خسرو فرخزادی

محمدعلی سپانلو

پرویز خسروانی

شهریار عدل

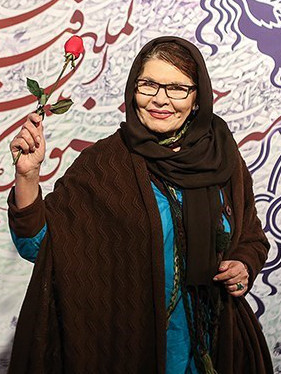
هما روستا

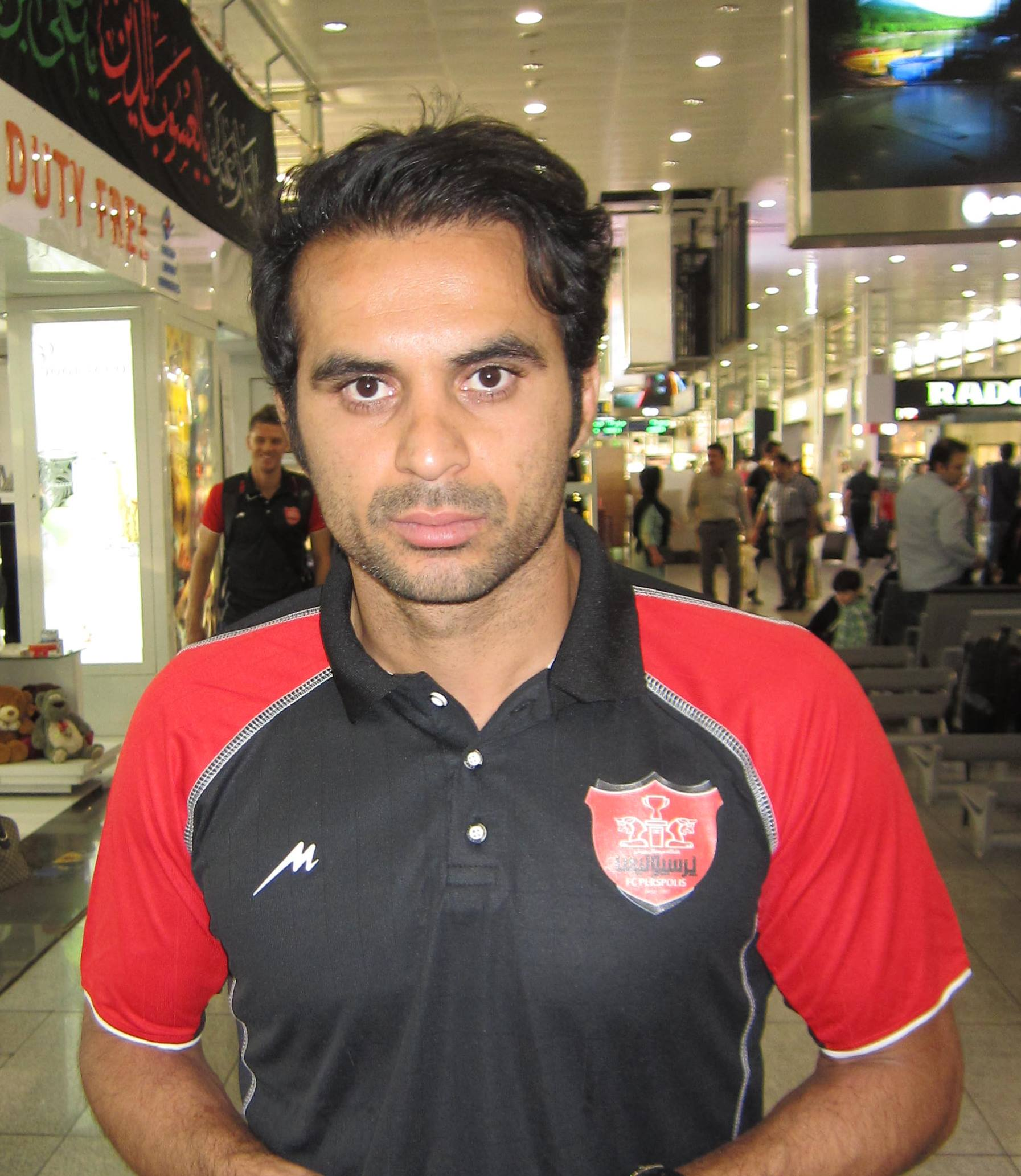
هادی نوروزی

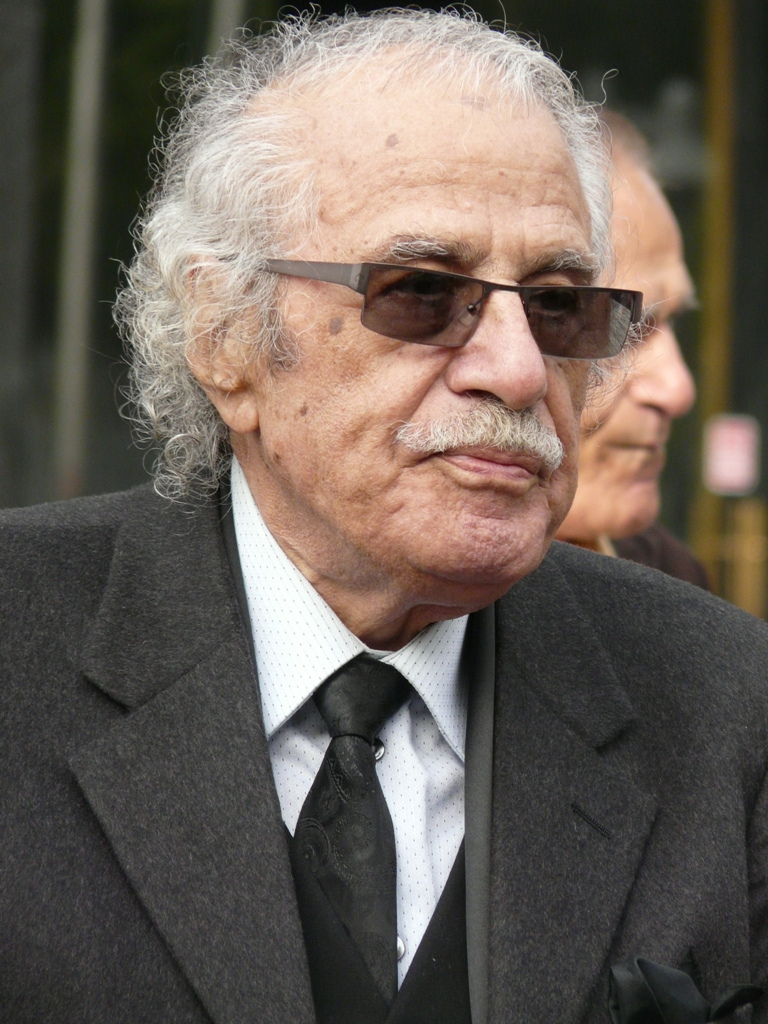
رحیم معینی کرمانشاهی

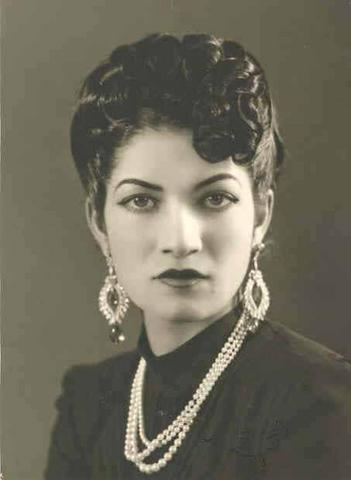
اشرف پهلوی

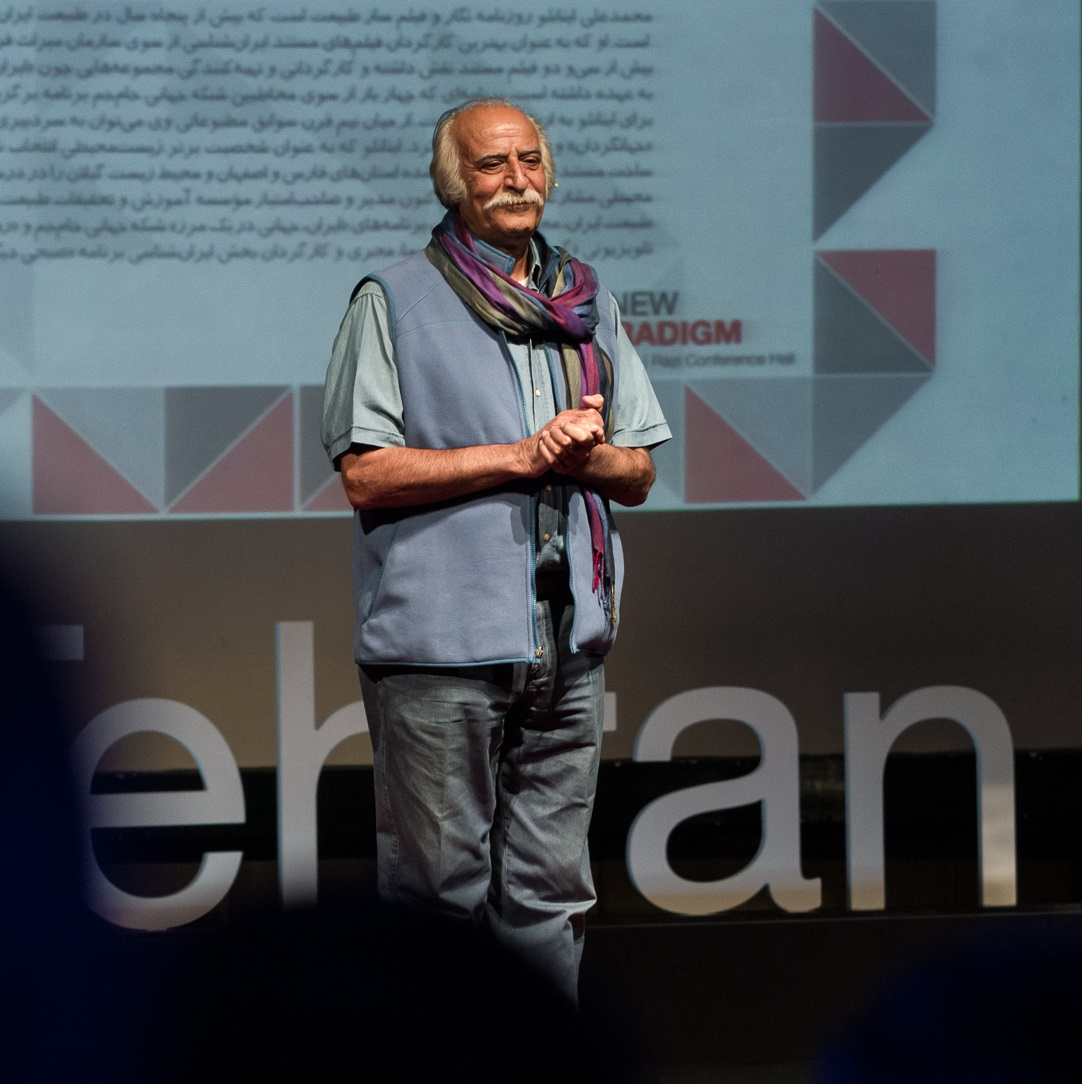
محمدعلی اینانلو

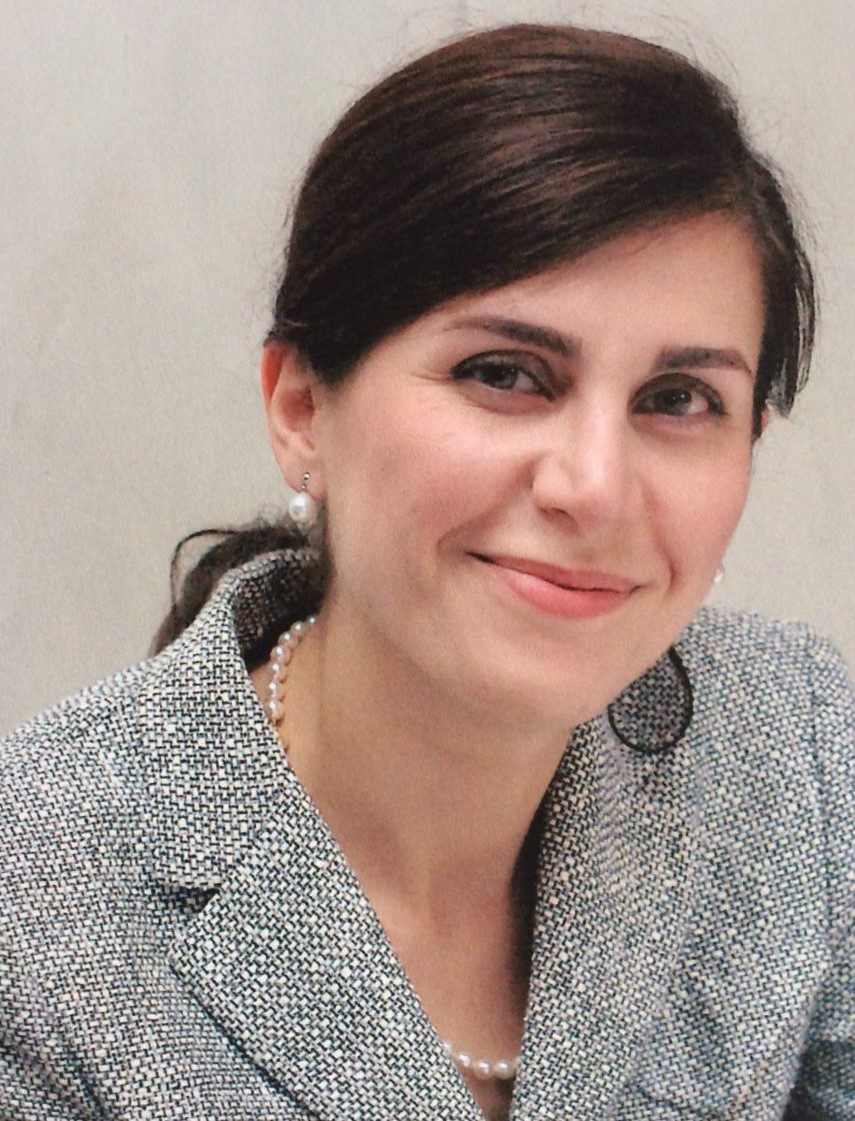
مینو مشرفی

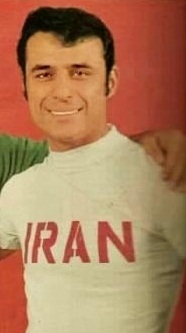
همایون بهزادی

پروین خیربخش (فروزان)

ابوالحسن نجفی

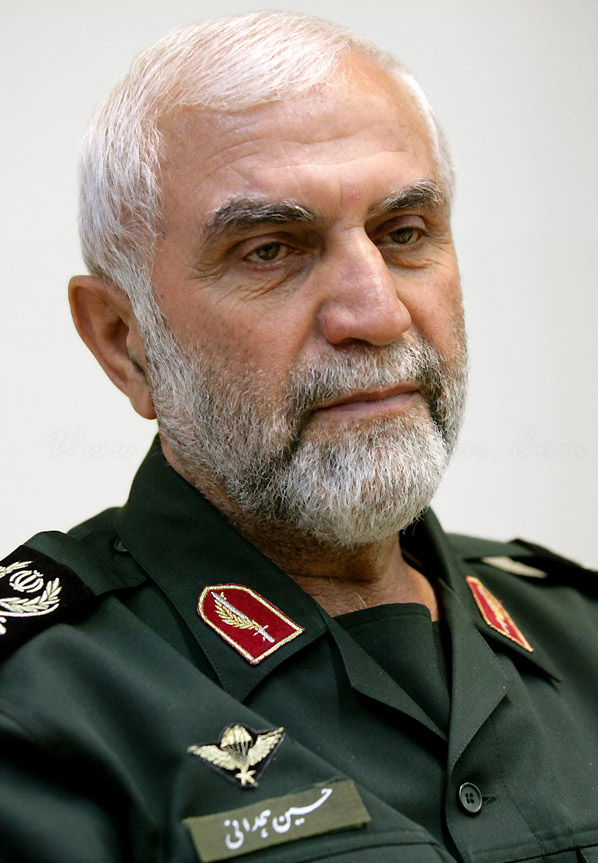
حسین همدانی

### فروردین
- ۲ فروردین - محمود آخوندی، نخستین حقوقی ایران (زادهٔ ۱۳۱۲)
- ۵ فروردین
  - هوشنگ منتصری، مترجم و ریاضیدان ایرانی (زادهٔ ۱۳۰۲)
  - نیما پتگر، نقاش و تصویرگر اهل ایران (زادهٔ ۱۳۲۵)
- ۱۳ فروردین - سکینه ضیایی، مادر سید محمد خاتمی، پنجمین رئیس‌جمهور ایران (زادهٔ ۱۳۰۰)[۸]
- ۱۷ فروردین
  - علی آهی، رئیس خانه مداحان ایران (زادهٔ ۱۳۰۷)
  - خسرو فرخزادی، بازیگر سینما، تلویزیون و نمایش‌های رادیویی (زادهٔ ۱۳۱۹)
- ۲۰ فروردین - علی‌اکبر آقایی مغانجویی، نمایندهٔ شهرستان سلماس در مجلس شورای اسلامی (زادهٔ ۱۳۲۶)
- ۲۵ فروردین
  - مجید رهنما، پژوهشگر و سیاستمدار ایرانی (زادهٔ ۱۳۰۳)
  - عارف قلی‌زاده، بازیکن فوتبال اهل ایران (زادهٔ ۱۳۱۷)
- ۲۸ فروردین - اصغر ایمانیان، فرمانده نیروی هوایی ارتش جمهوری اسلامی ایران (زادهٔ ۱۳۰۸)

### اردیبهشت
- ۱ اردیبهشت - حمیدرضا کمالی، عضو تیم ملی اتومبیلرانی و قهرمان کلاس آزاد اتومبیلرانی ایران (زادهٔ ؟)
- ۳ اردیبهشت - حسین قندی، روزنامه‌نگار ایرانی و استاد رشتهٔ ارتباطات و روزنامه‌نگاری (زاده ۱۳۳۰)
- ۳ اردیبهشت - عزیز اصلی، دروازه‌بان پرسپولیس و تیم ملی فوتبال ایران (زاده ۱۳۱۶)
- ۶ اردیبهشت - حجت‌الله خطیب، دوازدهمین مدیرعامل باشگاه فوتبال پرسپولیس و سرپرست فدراسیون کشتی (زاده ۱۳۳۳)
- ۱۴ اردیبهشت - هوشنگ دیبائیان، بازیگر سینما اهل ایران (زاده ۱۳۱۶)
- ۱۷ اردیبهشت - صادق آیینه‌وند، رئیس پژوهشگاه علوم انسانی و مطالعات فرهنگی اهل ایران (زادهٔ ۱۳۳۰)
- ۲۱ اردیبهشت - محمدعلی سپانلو، شاعر و مترجم ایرانی (زادهٔ ۱۳۱۹)
- ۳۱ اردیبهشت - مصطفی عبداللهی، بازیگر و کارگردان تئاتر و رادیو اهل ایران (زادهٔ ۱۳۳۴)

### خرداد
- ۲ خرداد - مهران دوستی، گویندهٔ رادیو و مجری برنامه‌های تلویزیون اهل ایران (زادهٔ ۱۳۳۵)
- ۶ خرداد
  - رضا دانشور، داستان‌نویس و نمایش‌نامه‌نویس ایرانی (زادهٔ ۱۳۲۶)
  - سهیلا بسکی، نویسنده و مترجم ایرانی (زادهٔ ۱۳۳۲)
- ۸ مرداد - مصطفی داوودی، معاون رئیس‌جمهور و رئیس سازمان تربیت بدنی (زادهٔ ۱۳۱۸)
- ۱۴ خرداد
  - محمدمهدی آصفی، روحانی شیعه اهل عراق و نمایندهٔ رهبر ایران در عراق (زادهٔ ۱۳۱۶)
  - ابوالفتح یافت‌آبادی، نخستین فرمانده پدافند هوایی جمهوری اسلامی ایران (زادهٔ ۱۳۰۹)
- ۲۰ خرداد - مختار امینیان، نمایندهٔ مردم گیلان در مجلس خبرگان رهبری (زادهٔ ۱۳۰۵)
- ۲۸ خرداد - گارنیک یادگاریان، صداگذار و متخصص امور فنی سینما اهل ایران (زادهٔ ۱۳۳۹)
- ۳۱ خرداد
  - شهریار عدل، باستان‌شناس ایرانی و کارشناس پرونده‌های ثبت میراث جهانی در ایران (زادهٔ ۱۳۲۲)
  - آندرانیک هُویان، باستان‌شناس، پژوهشگر، ایران‌شناس و نویسندهٔ ایرانی (زادهٔ ۱۳۱۲)

### تیر
- تیر - فائزه قاضی‌پور، والیبالیست (زاده ۱۳۷۷)
- ۹ تیر - خسرو شاکری، مورخ ایرانی (زادهٔ ۱۳۱۷
- ۲۰ تیر - حسین حاتمی، نظامی ایرانی (زادهٔ ۱۳۲۷)
- ۲۳ تیر - منصور نریمان، نوازنده بربط و آهنگ‌ساز، ردیف‌دان و پژوهشگر موسیقی سنتی اهل ایران (زادهٔ ۱۳۱۴)
- ۳۱ تیر - محمد فرض‌پور ماچیانی، حقوق‌دان و سیاست‌مدار اهل ایران (زادهٔ ۱۳۳۰)
- ۳۱ تیر - ابراهیم نعمتی، ورزشکار، نویسنده و مدیر چندین رشته ورزشی اهل ایران (زادهٔ ۱۳۰۷)

### مرداد
- ۱ مرداد - رسول رئیسی، قهرمان سابق وزنه‌برداری اهل ایران (زادهٔ ۱۳۰۳)
- ۱۵ مرداد - حسینعلی متین‌رضا، صحاف ایرانی (زادهٔ ۱۳۰۸)
- ۱۸ مرداد - پرویز خسروانی، از اُمرای ارتش شاهنشاهی ایران و مؤسس باشگاه فوتبال تاج (استقلال فعلی) (زادهٔ ۱۳۰۱)
- ۲۳ مرداد - مظفر بختیار، ایران‌شناس و مترجم ایرانی (زادهٔ ۱۳۲۲)
- ۲۹ مرداد - محمود طلوعی، روزنامه‌نگار، نویسنده و تاریخ‌نگار ایرانی (زادهٔ ۱۳۰۹)
- مرداد - اختر کریمی زند، بازیگر ایرانی (زادهٔ ۱۳۱۲)

### شهریور
- ۱ شهریور - عبدالحسین حائری، کتاب‌شناس و نسخه‌پژوه ایرانی (زادهٔ ۱۳۰۶)
- ۳ شهریور - بیت الله عباسپور، ورزشکار پرورش اندام اهل ایران (زادهٔ ۱۳۵۸)
- ۵ شهریور - سید محمدباقر برقعی، نویسنده و پژوهشگر ایرانی (زادهٔ ۱۳۰۶)
- ۶ شهریور - محمدجواد خردمند، نویسنده و روزنامه‌نگار ایرانی (زادهٔ ۱۳۲۳)
- ۸ شهریور - سید علی طباطبایی، بازیگر سینما و تلویزیون اهل ایران (زادهٔ ۱۳۶۲)
- ۱۱ شهریور - ایرج کریمی، کارگردان، فیلم‌نامه‌نویس و منتقد سینمای ایرانی (زادهٔ ۱۳۳۲)
- ۲۵ شهریور - ابوالقاسم خزعلی، نمایندهٔ مردم خراسان رضوی در مجلس خبرگان رهبری (زادهٔ ۱۳۰۴)
- ۲۹ شهریور - حسن ملکی، روزنامه‌نگار، شاعر، منتقد و مدرس ادبیات اهل ایران (زادهٔ ۱۳۲۱)

### مهر
- ۲ مهر - غضنفر رکن‌آبادی، دیپلمات ایرانی (زادهٔ ۱۳۴۵)
- ۲ مهر - محمدصادق اخوان، روحانی شیعه اهل ایران (زادهٔ ۱۳۳۹)
- ۲ مهر - حسن دانش، قاری قرآن (زاده ۱۳۶۵)
- ۲ مهر - محسن حاجی‌حسنی کارگر، قاری قرآن (زاده ۱۳۶۷)
- ۲ مهر - مرجان نازقلیچ، فرماندار بندر ترکمن (زادهٔ ۱۳۵۳)
- ۴ مهر - هوشنگ کاظمی، طراحِ گرافیک، نقاش و مؤسس دانشگاه هنر (زادهٔ ۱۳۰۲)
- ۴ مهر - هما روستا، بازیگر سینما و تلویزیون ایران (زادهٔ ۱۳۲۵)
- ۶ مهر - سید محمدحسین مبین، پزشک، نویسنده و شاعر اهل ایران (زادهٔ ۱۳۰۶)
- ۹ مهر - هادی نوروزی، بازیکن و کاپیتان تیم پرسپولیس تهران (زادهٔ ۱۳۶۴)
- ۱۱ مهر - عبدالرحیم جعفری، بنیان‌گذار انتشارات امیرکبیر (زادهٔ ۱۲۹۸)
- ۱۲ مهر - فتح‌الله بی‌نیاز، نویسنده و منتقد ادبی ایرانی (زادهٔ ۱۳۲۷)
- ۱۶ مهر - حسین همدانی، از بنیانگذاران سپاه همدان و کردستان (ترور) (زادهٔ ۱۳۲۹)
- ۱۶ مهر - عباس نقاش، نقاش و نگارگر ایرانی (زادهٔ ۱۳۰۵)
- ۲۵ مهر - کامران زمانی نعمت‌سرا، نویسنده، شاعر، ادیب و پژوهشگر ادبی اهل ایران (زادهٔ ۱۳۴۲)
- ۲۷ مهر - ریحانه بهشتی، قهرمان دو میدانی،  (زادهٔ ۱۳۶۷)(سکته مغزی)

### آبان
- ۲۲ آبان - هادی مشکوة، تهیه‌کننده، عکاس و بازیگر ایرانی (زادهٔ ۱۳۰۴)
- ۲۲ آبان - پطروس نظربگیان، بوکسور و رئیس فدراسیون بوکس ایران (زادهٔ ۱۳۰۶)
- ۲۲ آبان - احمد نجابت، نماینده شیراز در مجلس شورای اسلامی ایران (زادهٔ ۱۳۲۳)
- ۲۶ آبان - رحیم معینی کرمانشاهی، نقاش، روزنامه‌نگار، نویسنده، شاعر و ترانه‌سرای ایرانی (زادهٔ ۱۳۰۱)
- ۳۰ آبان - رضا سجادی، نخستین گوینده و دوبلور سازمان صدا و سیمای ایران (زادهٔ ۱۲۹۹)

### آذر
- ۱۱ آذر - مینو مشرفی، پزشک، و فوق تخصص جراحی گوش و حلق و بینی (۲۷ شهریور ۱۳۴۵)
- ۱۷ آذر - کامبیز درفشی جوان، بازیکن و مربی تنیس اهل ایران (زادهٔ ۱۳۳۲)
- ۲۰ آذر - احمد منزوی، نویسنده و محقق در حوزه علوم اسلامی اهل ایران (زادهٔ ۱۳۰۴)
- ۲۵ آذر - خداداد میرزا فرمانفرمائیان، رئیس بانک مرکزی و سازمان برنامه و بودجه ایران و پسر عبدالحسین میرزا فرمانفرما (زادهٔ ۱۳۰۷)

### دی
- ۴ دی - فرامرز سلیمانی، شاعر، مترجم، روزنامه‌نگار، ناشر و ویراستار ادبی اهل ایران (زادهٔ ۱۳۱۹)
- ۸ دی - ولی‌الله مؤمنی، بازیگر و دوبلور اهل ایران (زادهٔ ۱۳۲۲)
- ۱۲ دی
  - محمدعلی اینانلو، مجری تلویزیون و مستندساز طبیعت اهل ایران (زادهٔ ۱۳۲۶)
  - هما ناطق، نویسنده، پژوهشگر و استاد دانشگاه در رشتهٔ تاریخ (زادهٔ ۱۳۱۳)
- ۱۵ دی - سیروس غنی، حقوق‌دان و تاریخ‌پژوه ایرانی (زادهٔ ۱۳۰۸)
- ۱۷ دی
  - اشرف پهلوی، خواهر دوقلوی محمدرضا پهلوی و شاهزاده اسبق ایرانی (زادهٔ ۱۲۹۸)
  - هوشنگ استوار، موسیقی‌دان ایرانی (زادهٔ ۱۳۰۵)
- ۲۸ دی - رضا احدی، بازیکن پیشکسوت و مربی فوتبال اهل ایران (زادهٔ ۱۳۴۱)

### بهمن
- ۱ بهمن - فریبرز صالح، کارگردان و فیلمنامه‌نویس اهل ایران (زادهٔ ۱۳۲۳)
- ۲ بهمن
  - ابوالحسن نجفی، زبان‌شناس و مترجم ایرانی (زادهٔ ۱۳۰۸)
  - همایون بهزادی، بازیکن فوتبال اهل ایران (زادهٔ ۱۳۲۰)
- ۳ بهمن - یدالله نجفی، صدابردار (زاده ۱۳۳۴)
- ۴ بهمن
  - پروین خیربخش (فروزان)، بازیگر سینما و دوبلور ایرانی (زادهٔ ۱۳۱۶)
  - علی‌اصغر معصومی نقاش و طراح گرافیک اهل ایران (زادهٔ ۱۳۱۲)
- ۶ بهمن - ثریا بهشتی، بازیگر تئاتر و سینما اهل ایران (زادهٔ ۱۳۲۲)
- ۱۰ بهمن - محمد سلیمی، وزیر دفاع و پشتیبانی نیروهای مسلح در دولت اول میرحسین موسوی (زادهٔ ۱۳۱۶)
- ۱۴ بهمن
  - مصطفی کتیرایی، از اعضای شورای انقلاب اسلامی و وزیر مسکن شهرسازی (زادهٔ ۱۳۰۷)
  - عبدالرضا مهدوی، دیپلمات، نویسنده و مترجم ایرانی (زادهٔ ۱۳۰۹)
- ۱۶ بهمن - حسن فرسام، استاد شیمی دارویی (زادهٔ ۱۳۱۱)
- ۲۰ بهمن - حمید ایزدپناه، نویسنده و مورخ ایرانی (زادهٔ ۱۳۱۱)
- ۲۲ بهمن - سهراب رحیمی، شاعر، مترجم و منتقد ایرانی (زادهٔ ۱۳۴۱)
- ۲۷ بهمن - محمدباقر بنی‌عامری، طراح و فرمانده نظامی «عملیات نقاب» (نوژه) اهل ایران (زادهٔ ۱۳۱۱)

### اسفند
- ۸ اسفند - فرج‌الله سلحشور، بازیگر و کارگردان ایرانی (زادهٔ ۱۳۳۱)
- ۹ اسفند - شیدا جاهد، خوانندهٔ ایرانی (زادهٔ ۱۳۴۴)
- ۱۴ اسفند - عباس واعظ طبسی، تولیت آستان رضوی اهل ایران (زادهٔ ۱۳۱۴)
- ۱۵ اسفند - سید رضا برقعی مدرس، روحانی شیعه اهل ایران (زادهٔ ۱۳۲۷)
- ۲۰ اسفند - مصطفی اعتمادی تبریزی، روحانی شیعه اهل ایران (زادهٔ ۱۳۰۴)
- ۲۱ اسفند - فاطمه زیباکلام، پژوهشگر ایرانی حوزه فلسفه آموزش و پرورش (زادهٔ ۱۳۳۰)
- ۲۳ اسفند - رضا ابراهیمی، بازیکن و مربی والیبال اهل ایران (زادهٔ ؟)
- ۲۸ اسفند - سید حسن ابطحی، روحانی شیعه اهل ایران (زادهٔ ۱۳۱۴)